# Philates szutsi
Philates szutsi là một loài nhện trong họ Salticidae.
Loài này thuộc chi Philates. Philates szutsi được Benjamin miêu tả năm 2004.